# Madonna mit Kind (Arsac)

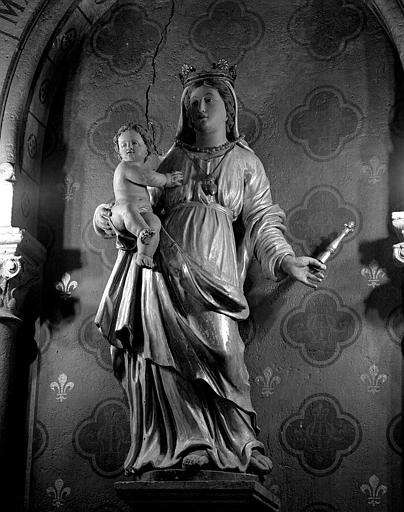
Madonna mit Kind in Arsac (Foto 1968)

Die Skulptur Madonna mit Kind in der Kirche St-Germain in Arsac, einer französischen Gemeinde im Département Gironde der Region Nouvelle-Aquitaine, wurde im 18. Jahrhundert geschaffen. Im Jahr 1970 wurde die barocke Skulptur als Monument historique in die Liste der denkmalgeschützten Objekte (Base Palissy) in Frankreich aufgenommen.
Die Skulptur aus Holz ist 1,70 Meter hoch und vergoldet. Das nackte Jesuskind sitzt auf dem rechten Arm von Maria und wendet sein zufrieden aussehendes Gesicht in Richtung des Betrachters. Die vielen Falten von Marias Kleid, die in der linken Hand ein Szepter hält, geben ihrer Erscheinung eine Fülle.